# ۳۵۱ (قمری)
۳۵۱ (قمری)، سیصد و پنجاه و یکمین سال در گاهشماری هجری قمری است. اول محرم این سال برابر با چهاردهم فوریه سال ۹۶۲ میلادی است.